# Iwan Komarenko
Iwan Komarenko (ros. Иван Комаренко; Iwan Komarienko; ur. 12 kwietnia 1971 w niżnieilimskim rejonie obwodu irkuckiego) – polsko-rosyjski piosenkarz, aktor i celebryta.
W latach 2002–2007 wokalista zespołu Ivan i Delfin, z którym wydał dwa albumy studyjne: Ivan i Delfin (2004), jak również jego reedycję pt. Czarne oczy (2005) i Dwa żywioły (2006) oraz reprezentował Polskę w 50. Konkursie Piosenki Eurowizji (2005). Od 2007 artysta solowy, wydał dwie płyty: Tango Saute (2010) i Sens życia (2014).

## Życiorys
Urodził się w miejscowości Niżnia-Ilimsk, jest pierwszym synem pół-Rosjanki, pół-Koreanki Galiny Stiepanowej oraz Gruzina. Ma siostrę Lidę Komarenko i brata Siergieja z drugiego małżeństwa matki (które również zakończyło się rozwodem). W dzieciństwie, z powodu konfliktu rodziców, matka wyprowadziła się z nim do Rudnogorska, gdzie mieszkali jego dziadkowie. Kiedy miał 15 lat, wyprowadził się z domu rodzinnego i rozpoczął naukę w Średniej Szkole Muzycznej w Bracku na wydziale instrumentów dętych, na którym ćwiczył grę na trąbce. W wieku 17 lat przeniósł się do Irkucka, gdzie uczył się na wydziale piosenki estradowej. Później wyjechał do Moskwy, gdzie opiekował się przyjaciółką chorującą na stwardnienie rozsiane. 
W 1991 przyjechał do Polski na pielgrzymkę Jana Pawła II i Światowe Dni Młodzieży. Jakiś czas później podczas drugiego przyjazdu do Polski mieszkał w Laskach, gdzie – w zamian za jedzenie i ubranie – opiekował się podopiecznymi Zakładu dla Niewidomych. Przez brak odpowiedniej wizy musiał wracać do Rosji.  Po raz trzeci przyjechał do Polski na studia. Najpierw przez rok uczęszczał do szkoły języka polskiego dla cudzoziemców we Wrocławiu, a po jej ukończeniu podjął studia na Wydziale Polonistyki Uniwersytetu Warszawskiego. Na piątym roku studiów powrócił do śpiewania, równolegle rozpoczął naukę w trzyletnim studium muzycznym na wydziale piosenki estradowej.

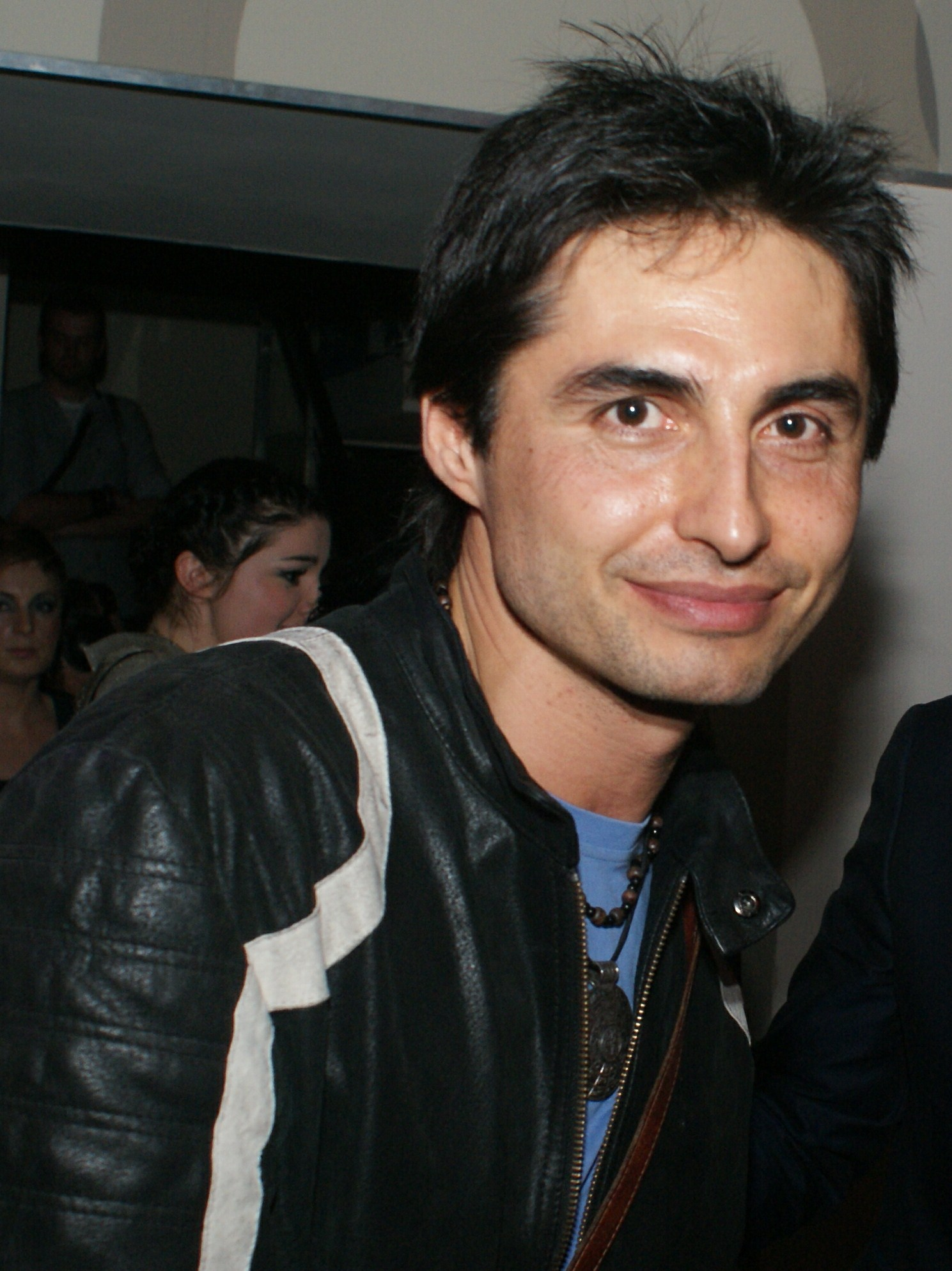
Komarenko (2010)

Przez kilka lat uczył się tańca nowoczesnego. W 2002 dołączył do zespołu Ivan i Delfin, którego został wokalistą. W 2003 zajął czwarte miejsce w konkursie „Drzwi do kariery” organizowanym przez Michała Wiśniewskiego w ramach programu TVN Jestem jaki jestem. W lutym 2004 z zespołem zaprezentował piosenkę „Jej czarne oczy”, która zdobyła popularność w Polsce. Miesiąc później wydali debiutancki album studyjny, zatytułowany Ivan i Delfin. W latach 2004–2005 grał Saszę Maksymowicza w serialu TVP2 M jak miłość. W lutym 2005 z zespołem wydał reedycję debiutanckiego albumu, tym razem pod nazwą Czarne oczy, a w maju, reprezentując Polskę z utworem „Czarna dziewczyna”, zajęli 11. miejsce w półfinale 50. Konkursu Piosenki Eurowizji w Kijowie; do awansu do finału zabrakło im czterech punktów. W 2006 wydali drugi album pt. Dwa żywioły.
W lutym 2007 odszedł z zespołu Ivan i Delfin, chcąc skupić się na karierze solowej. Od marca do maja uczestniczył w parze z Blanką Winiarską w piątej edycji programu rozrywkowego TVN Taniec z gwiazdami; zajęli drugie miejsce w finale. W 2009 wystąpił na XLVI Krajowym Festiwalu Piosenki Polskiej w Opolu. W 2010 wydał solowy album studyjny pt. Tango Saute oraz zwyciężył w parze z Pauliną Sykut w finale pierwszej edycji programu Polsatu Just the Two of Us. Tylko nas dwoje.
W 2013 wspólnie z kanadyjską fotografką Maggie Habiedą zorganizował międzynarodowy koncert Colours of Love w Toronto, wspierany przez Konsula Generalnego RP Grzegorza Morawskiego oraz kanadyjskiego Ministra Multikulturalizmu Tima Uppala. Przedsięwzięcie zostało nagrodzone listem gratulacyjnym od premiera Kanady Stephena Harpera. W 2014 wydał drugi solowy album studyjny pt. Sens życia. W 2015 z zespołem No Logo nagrał utwór „I chociaż ptaki odleciały” na rzecz pojednania narodów Europy, Ukrainy i Rosji. Do piosenki zrealizował teledysk, który nakręcono w Berlinie, Kijowie, Moskwie, Warszawie oraz w Sejnach. W 2016 zaprezentował piosenkę „That’s What Papa Said” (polskojęzyczna wersja utworu – „Tak mówił Papież”), którą nagrał we współpracy z dziećmi z Afryki i dedykował papieżowi Janowi Pawłowi II oraz Nelsonowi Mandeli. W tym samym roku wystąpił na Światowych Dniach Młodzieży w Krakowie.

## Życie prywatne
W 2009 zrzekł się rosyjskiego obywatelstwa, stając się bezpaństwowcem, a w 2010 uzyskał polskie obywatelstwo. Jego rodzina, w tym matka w podeszłym wieku, mieszka w Rosji, czym Komarenko tłumaczył swoje wizyty w Moskwie i Białorusi po 2022 roku. Inna część rodziny mieszka w Ukrainie, kuzyni służą w armii ukraińskiej. Komarenko zadeklarował, że "przeżywa tę wojnę bardziej niż ktokolwiek inny" ale nie może wypowiadać się na ten temat publicznie ze względu na rodziny po obu stronach frontu.

### Światopogląd
W kwietniu 2020 publicznie zadeklarował się jako przeciwnik obowiązkowych szczepień dzieci przeciwko chorobom zakaźnym. Wystąpił też z apelem do prezydenta RP o to, by nie wdrażano w Polsce szczepionki przeciwko koronawirusowi SARS-CoV-2, gdy ta zostanie wynaleziona; obowiązkowe szczepienia nazywał „zamachem na wolność narodu polskiego”. Opowiadał się za tezami mówiącymi o tym, że pandemia COVID-19 została zaplanowana przez Billa Gatesa i Światową Organizację Zdrowia celem przeprowadzenia przymusowego szczepienia całej ludności.

## Dyskografia
Albumy studyjne
- Tango Saute (2010)
- Sens życia (2014)

## Filmografia
- 2004–2005: M jak miłość, jako Sasza Maksymowicz